# Роджърс Къп 2014
Роджърс Къп 2014 е турнир, провеждащ се от 2 до 10 август 2014 г. Това е 125-ото издание от ATP Тур и 113-ото от WTA Тур. Турнирът е част от сериите Мастърс на ATP Световен Тур 2014 и категория „Висши 5“ на WTA Тур 2014. Мъжката надпревара се провежда в Торонто, а тази при жените - в Монреал.

## Сингъл мъже
- Жо-Вилфрид Цонга побеждава  Роджър Федерер с резултат 7–5, 7–6(7–3).

## Сингъл жени
- Агнешка Радванска побеждава  Винъс Уилямс с резултат 6–4, 6–2.

## Двойки мъже
- Александър Пея /  Бруно Соарес побеждават  Иван Додиг /  Марсело Мело с резултат 6–4, 6–3.

## Двойки жени
- Сара Ерани /  Роберта Винчи побеждават  Кара Блек /  Саня Мирза с резултат 7–6(7–4), 6–3.